# Raffaele Tafuri
Pour les articles homonymes, voir Tafuri.
Raffaele Tafuri  (né le 27 janvier 1857 à Salerne et mort en 1929 à Venise) est un peintre italien .

## Biographie
Raffaele Tafuri a complété ses études à Naples à l'Institut des Beaux-Arts s'inspirant du sculpteur Stanislao Lista.
Il est célèbre pour ses paysages côtiers.
Il a participé à la première Biennale d'Art de Venise en 1895 et aux éditions de 1907, 1909, 1910, 1914.

## Œuvres dans les musées
- Collezione d'arte della SBAPPSAE de Salerne (Italie) sur dépôt de garantie: Caffè Florian di Venezia (1910).
- Museo d'arte de Avellino (Italie) : Scorcio Lacustre (1898), Campanile (1900), Baite (1905), Angolo di Pedavena (1910) e Tetti (1929).
- Museo nazionale della scienza e della tecnologia Leonardo da Vinci de Milan (Italie), Section d'Art de la Collection : Ragazze al sole (1887).
- Pinacothèque provinciale de Salerne (Italie) : Le spannocchiatrici et Masaniello.